# District régional d'Alberni-Clayoquot
Le district régional d'Alberni-Clayoquot en Colombie-Britannique est situé dans le centre-ouest de l'île de Vancouver. Il est entouré du district régional de Comox-Strathcona au nord et par le district régional de Nanaimo et le district régional de Cowichan Valley à l'est. Le siège du district régional se situe à Port Alberni.

## Démographie
Selon le Recensement de 2006
| Population                                                 | 30 664 (1,1 % d'augmentation depuis 2001)  |
| Superficie                                                 | 6 596,58 km2 (2 546,95 mi2)                |
| Densité de population                                      | 4,6 habitants par kilomètre carré (12/mi2) |
| Rang national                                              | Aucun Rang                                 |
| Âge moyen                                                  | 43,3 (Hommes : 43,1, Femmes : 43,4)        |
| Nombre d'habitations totales                               | 14 333                                     |
| Nombre d'habitations occupées par des résidents permanents | 12 853                                     |
| Revenu familial moyen                                      | $N/A                                       |

## Villes et municipalités
- Port Alberni
- Tofino
- Ucluelet

## Routes principales
Routes principales traversant Alberni-Clayoquot:
- Highway 4